# Liste von Persönlichkeiten der Stadt Funchal
Hier werden Persönlichkeiten aufgeführt, die in der Stadt Funchal, der Hauptstadt der portugiesischen Insel Madeira  geboren wurden. Die Liste ist chronologisch nach Geburtsdatum geordnet.

## Bis 1900

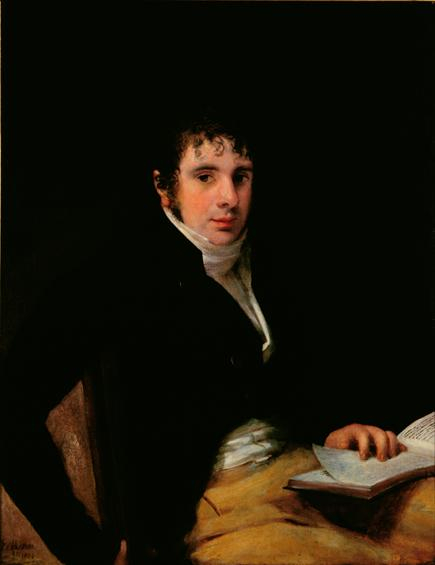
João José Sá Machado

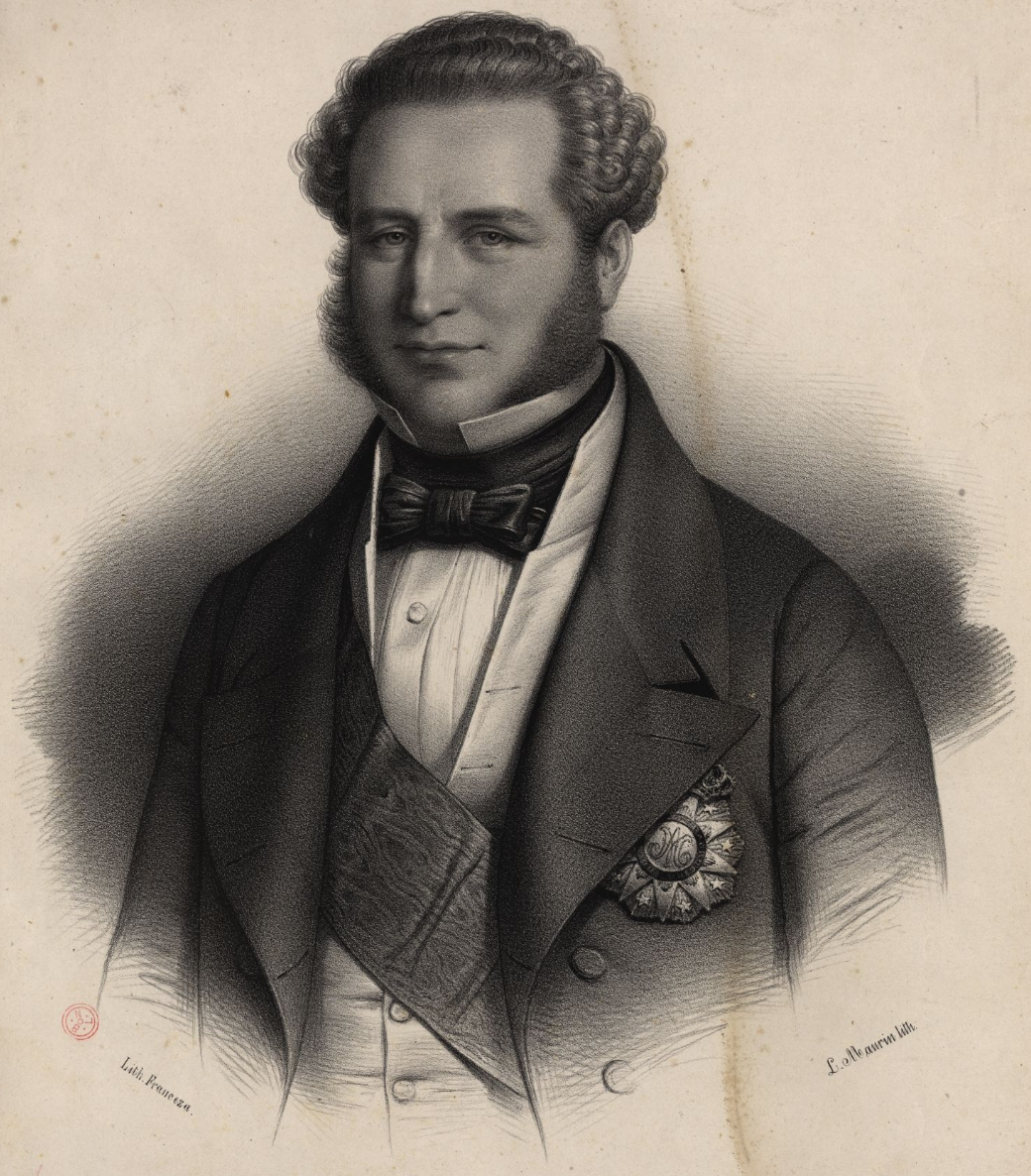
João Gualberto de Oliveira

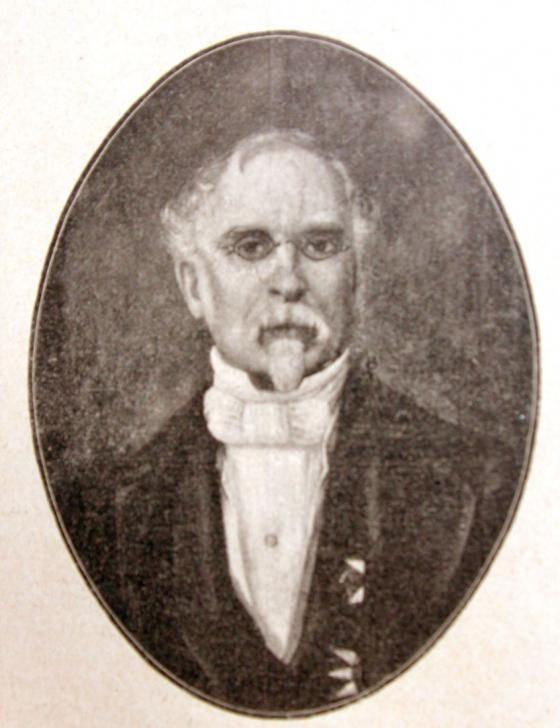
António Aloísio Jervis de Atouguia

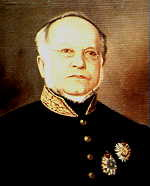
Nicolau Anastácio de Bettencourt

- Simão Gonçalves da Câmara (1460–1530), Militär und Eroberer bei den Portugiesischen Entdeckungsreisen
- Simão Gonçalves da Câmara (1512–1580), Militär, erster Graf von Calheta
- João Fernandes Vieira (1631–1681), General insbesondere in Brasilien
- Tomé Rodrigues Nogueira do Ó (1675–1741), Eroberer und Bandeirante in Brasilien
- Milcah Martha Moore (1740–1829), Dichterin
- Fernando José Correia Brandão de Bettencourt Henriques de Noronha (1768–1821), adliger Militär, Diplomat und Großgrundbesitzer
- João José Sá Machado (1778–1837), adliger Großgrundbesitzer, Militär und Politiker
- João Gualberto de Oliveira (1788–1852), adliger Politiker und Bankier, mehrmaliger Minister
- Arsénio Pompílio Pompeu de Carpo (1792–1869), Sklavenhändler, bedeutender Bürger Luandas
- José Ferreira Pestana (1795–1885), Militär, Kolonialverwalter und Politiker, mehrmaliger Minister
- António Aloísio Jervis de Atouguia (1797–1861), liberaler Politiker und mehrmaliger Minister, adliger Freimaurer
- Charles W. Cathcart (1809–1888), US-Senator
- Nicolau Anastácio de Bettencourt (1810–1874), Politiker und Philanthrop
- Luís da Câmara Leme (1819–1904), Militär, Autor und Politiker, mehrmaliger Minister
- José Vicente Barbosa du Bocage (1823–1907), Zoologe und Politiker, mehrmaliger Minister
- João José Pereira Júnior (1823–1896), Unternehmer in Brasilien, Direktor der Eisenbahnlinie Estrada de Ferro Sorocabana
- Jacinto Augusto de Santana e Vasconcelos Moniz de Bettencourt (1824–1888), adliger Politiker und Diplomat
- Russel Manners Gordon (1829–1906), anglo-portugiesischer Adliger und Militär
- Agostinho de Ornelas e Vasconcelos Esmeraldo Rolim de Moura e Teive (1836–1901), Diplomat, Aristokrat und Wissenschaftler
- Jaime Moniz (1837–1917), Politiker und Pädagoge, 1871–1872 Marine- und Überseeminister
- Aires de Ornelas e Vasconcelos (1837–1880), Bischof von Funchal und Erzbischof von Goa
- Horatio Gordon Robley (1840–1930), britischer Offizier, Zeichner, Sammler und Autor
- Manuel Nunes (1843–1922), Schreiner, Fabrikant und Erfinder, gilt als Vater der Ukulele
- Tristão Vaz Teixeira de Bettencourt da Câmara (1848–1903), adliger Journalist und Zeitungsverleger
- Maximiliano Eugénio de Azevedo (1850–1911), Militär und Autor
- Lloyd Mathews (1850–1901), britischer Marineoffizier und Kolonialverwalter, Abolitionismus-Aktivist gegen die Sklaverei
- Joaquim Augusto de Sousa (1853–1905), Fotograf
- Carlos Azevedo de Menezes (1863–1928), Botaniker
- António Alves de Oliveira (1863–1946), Militär und Kolonialverwalter
- Luís da Câmara Pestana (1863–1899), Hygieniker, Universitätsprofessor und Pionier der Bakteriologie
- Fernando Augusto da Silva (1863–1949), geistlicher Historiker und Autor
- Alfredo Rodrigues Gaspar (1865–1938), Marineoffizier und Politiker, Premierminister 1924
- Mark Athias (1875–1946), Mediziner, Forscher und Hochschullehrer
- Henrique Franco (1883–1961), Maler
- Francisco Franco de Sousa (1885–1955), Bildhauer, u. a. die bekannte Lissabonner Christusstatue
- Manuel Luís Vieira (1885–1952), Kameramann und Filmregisseur
- Edmundo Bettencourt (1889–1973), Dichter und Jurist, bedeutende Person des Fado de Coimbra
- Juvenal de Araújo (1892–1976), Politiker
- Ernesto Sena de Oliveira (1892–1972), Bischof von Lamego und von Coimbra, Titular-Erzbischof von Mitylene
- Lomelino Silva (1892–1967), Opernsänger
- José Vicente Gonçalves (1896–1985), Mathematiker, Autor und Hochschullehrer

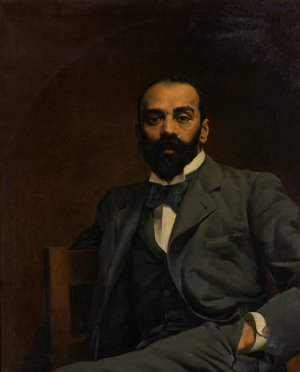
Luís da Câmara Pestana
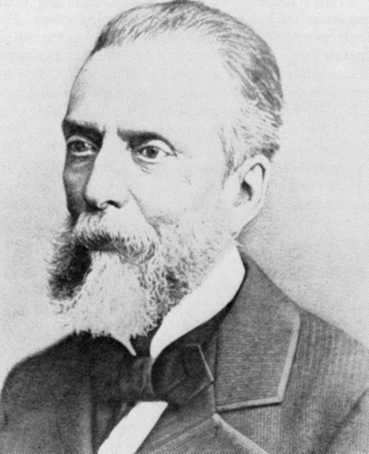
José Vicente Barbosa du Bocage
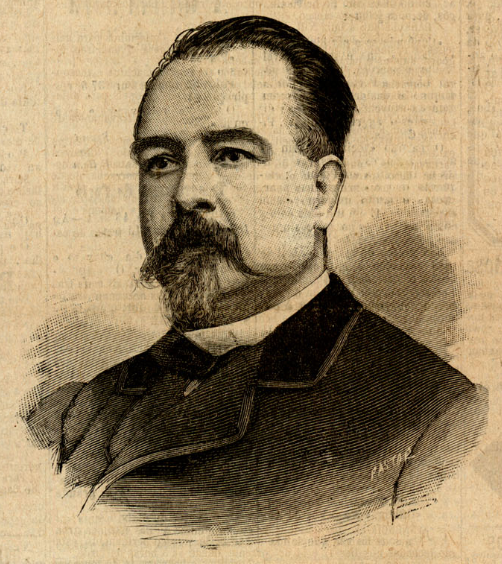
Jacinto Augusto de Santana e Vasconcelos Moniz de Bettencourt
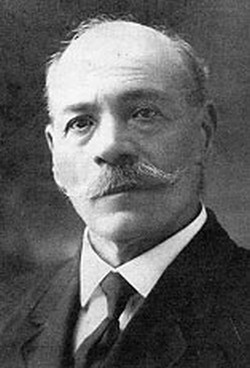
Manuel Nunes
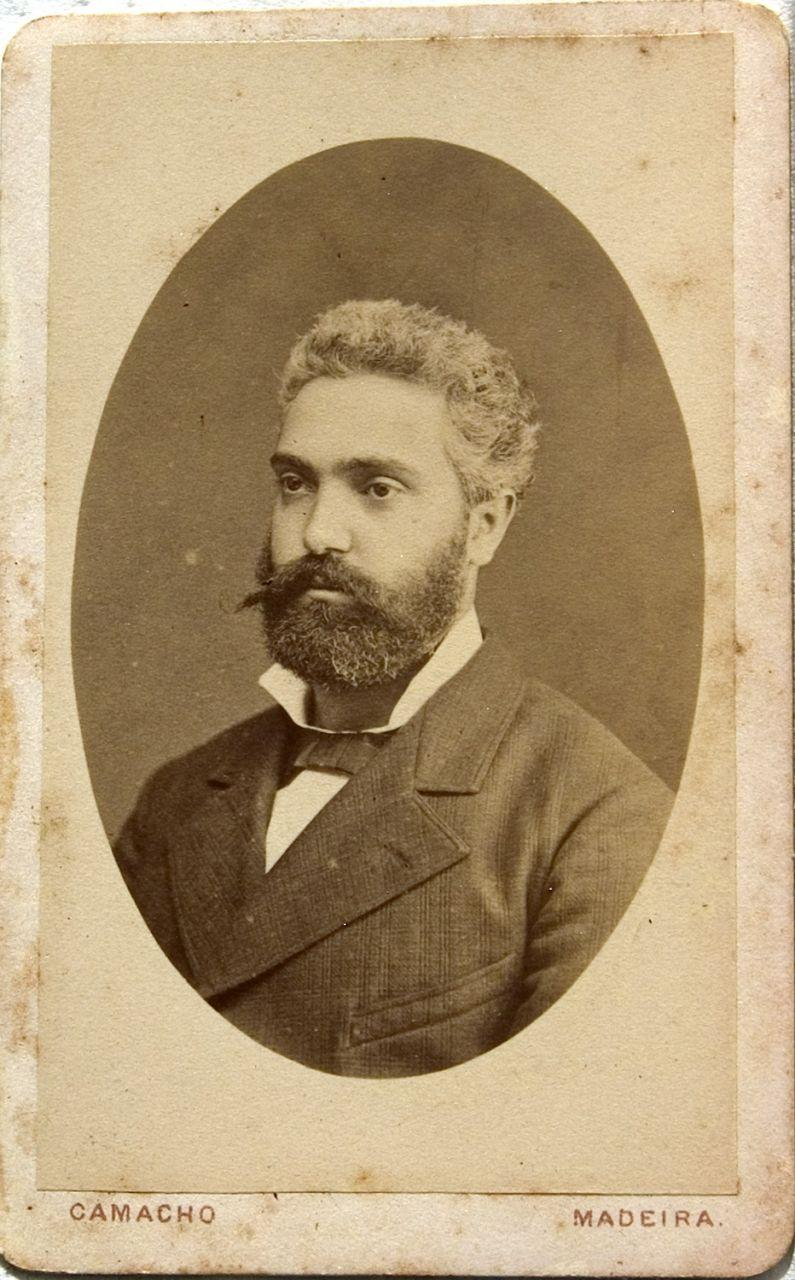
Joaquim Augusto de Sousa
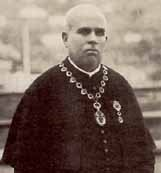
Fernando Augusto da Silva (mit dem Orden des heiligen Jakob vom Schwert)
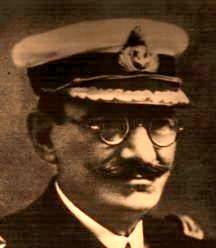
Alfredo Rodrigues Gaspar

## 1901 bis 1950

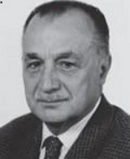
Rui Vieira

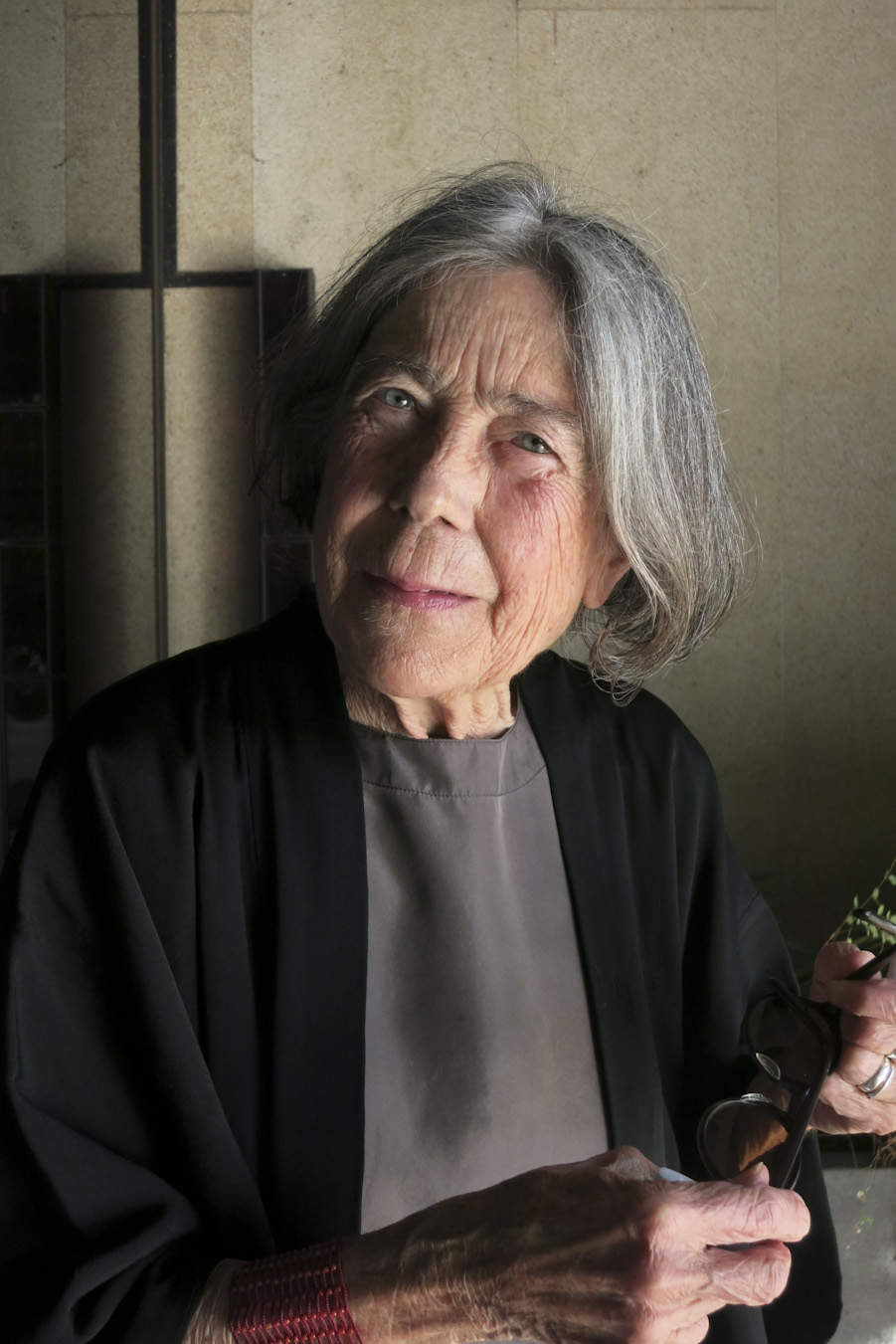
Lourdes Castro

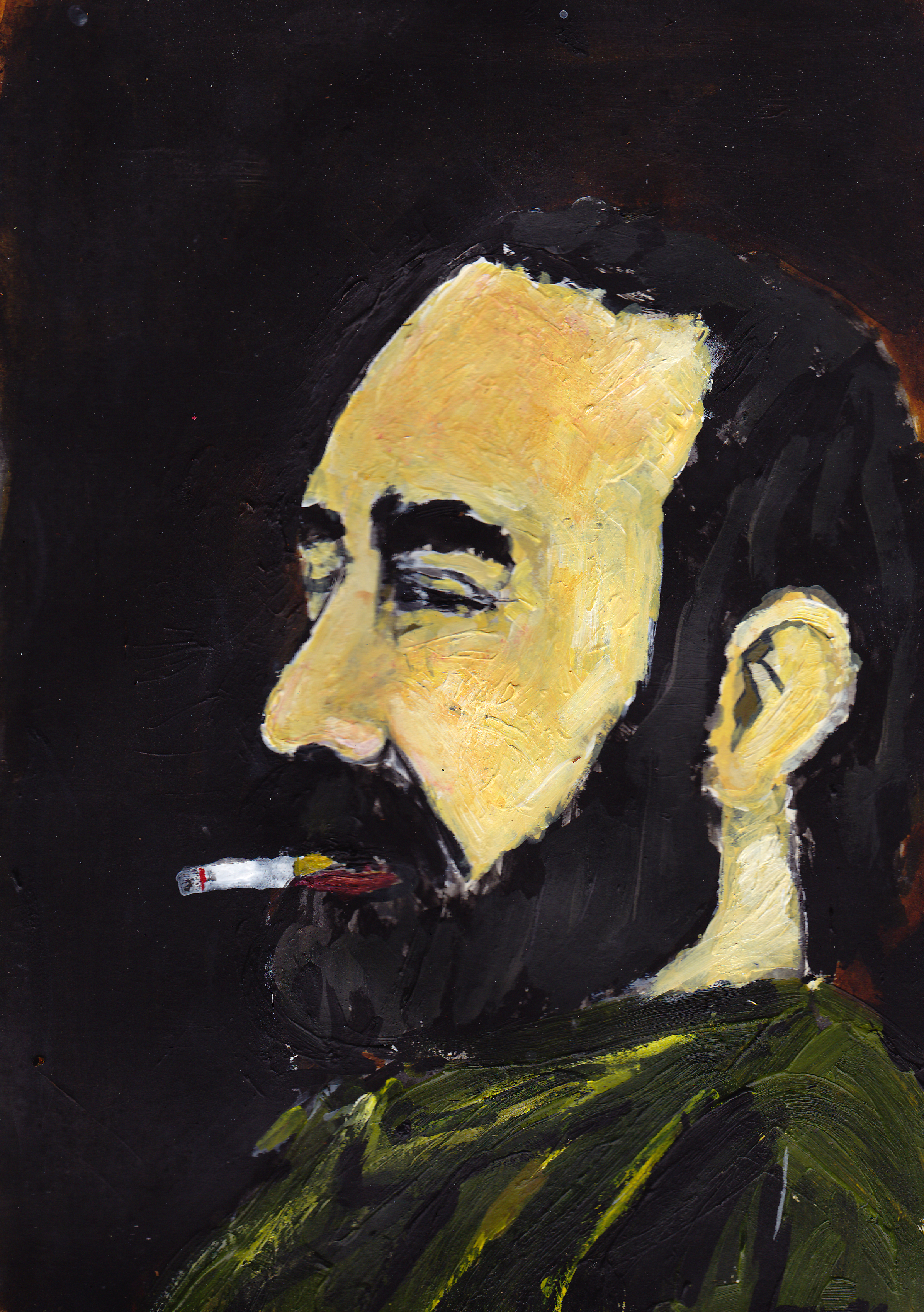
Herberto Helder

- Alberto de Araújo (1903–1980), Politiker und Jurist
- Luiz Peter Stanton Clode (1904–1990), Elektroingenieur, Komponist, Autor und Radiopionier auf Madeira
- Fernão de Ornelas (1908–1978), Politiker und Jurist
- Artur de Sousa (Pinga) (1909–1963), Fußballspieler
- Virgílio Teixeira (1917–2010), Schauspieler
- Max (1918–1980), Fado-Sänger
- José Manuel Bettencourt Rodrigues (1918–2011), Militär, Politiker und Kolonialverwalter
- Joel Serrão (1919–2008), Historiker und Hochschullehrer
- Fernando Augusto Santos e Castro (1922–1983), Politiker und Kolonialverwalter
- João Cosme Santos Guerreiro (1923–1987), Mathematiker und Hochschullehrer
- José da Silva (Saca) (1923–2005), Schwimmer
- Elisabeth Gesche (1924–2019), deutsche Krankenschwester und ehemalige Honorarkonsulin
- Rui Vieira (1926–2009), Botaniker, Agraringenieur und Politiker
- Lourdes Castro (1930–2022), Malerin und Installationskünstlerin
- Teodoro de Faria (* 1930), Bischof von Funchal
- Herberto Helder (1930–2015), Lyriker
- Nélio Mendonça (1930–2009), Arzt und Politiker
- Maurílio Jorge Quintal de Gouveia (1932–2019), römisch-katholischer Erzbischof von Évora
- Armindo Abreu (* 1935), Journalist
- António da Cunha Telles (1935–2022), Filmregisseur und -produzent
- Jardim Gonçalves (* 1935), Bauingenieur, Offizier, Bankmanager, Opus-Dei-Mitglied und Wirtschaftskrimineller
- Lino José Góis Ferreira (* 1936), Militär und Politiker
- Ângela Caires (1939–2013), Schriftstellerin und Journalistin
- Eleutério Gomes de Aguiar (1940–2002), Pädagoge, Journalist und Politiker
- Virgílio Pereira (* 1941), Politiker und Geograf, EU-Abgeordneter und mehrmaliger Bürgermeister von Funchal
- Alberto João Jardim (* 1943), konservativer Politiker, langjähriger Präsident der Autonomen Region Madeira
- Guilherme Silva (* 1943), Jurist und konservativer Politiker
- Joe Berardo (* 1944), Unternehmer, Investor und Kunstsammler
- Sérgio Borges (1944–2011), Beat-Musiker und Sänger
- José Viale Moutinho (* 1945), Schriftsteller und Journalist
- Vicente Jorge Silva (* 1946), Journalist, Filmregisseur und Fernsehkommentator
- José Agostinho Baptista (* 1948), Lyriker und Übersetzer
- Gil Gomes Galvão (* 1949), Jurist, 2002–2012 Richter am Verfassungsgericht Portugals
- António José Luís dos Reis (* 1949), Bauingenieur und Hochschullehrer

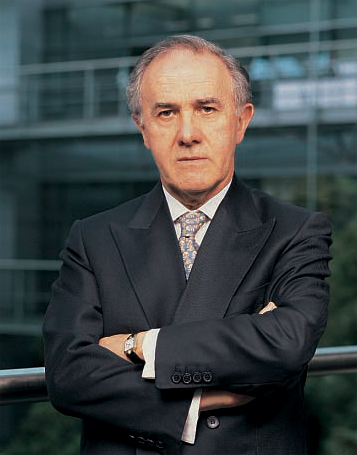
Jardim Gonçalves
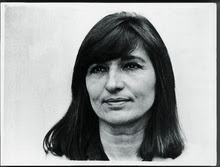
Ângela Caires
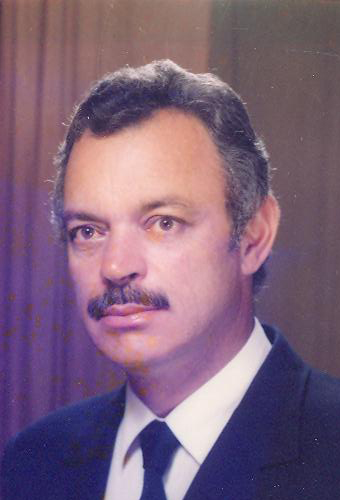
Eleutério Gomes de Aguiar
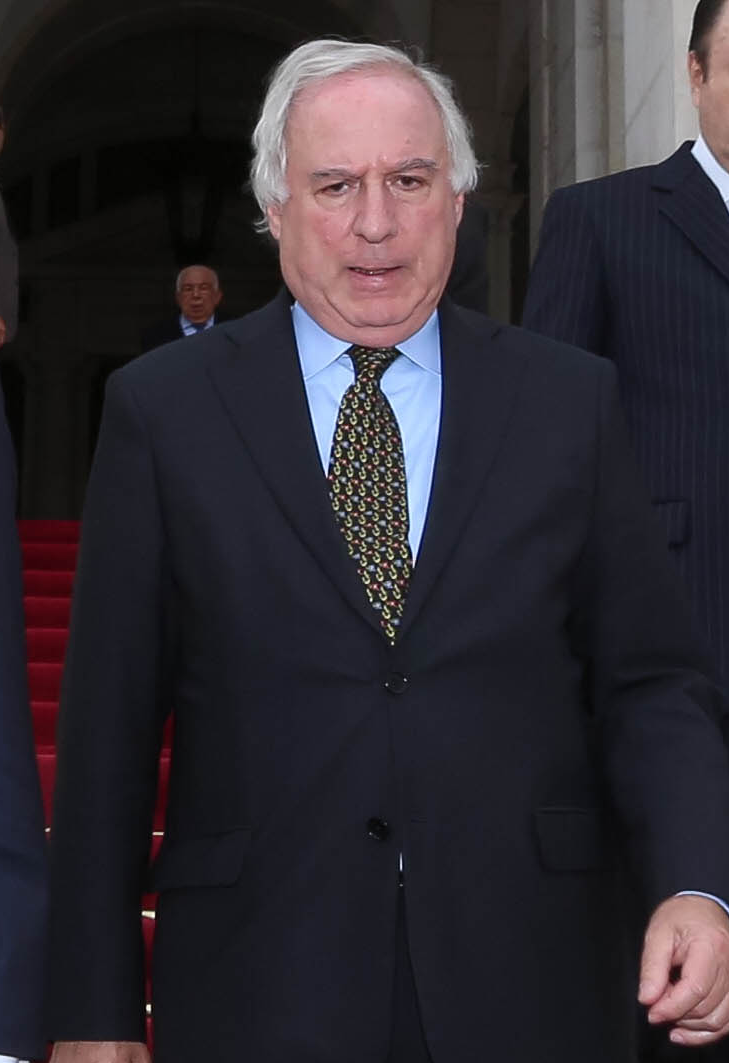
Guilherme Silva
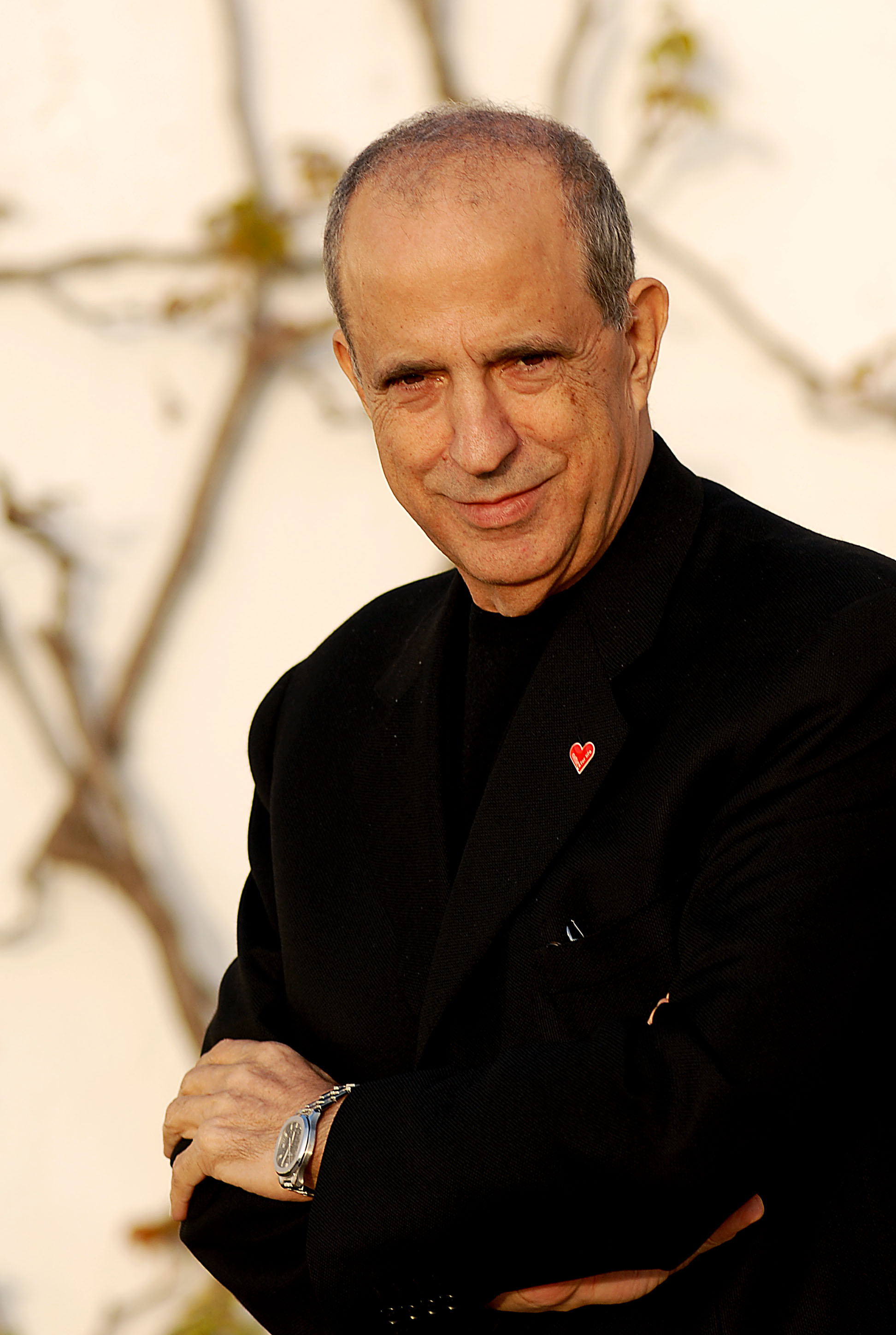
Joe Berardo

## Ab 1951

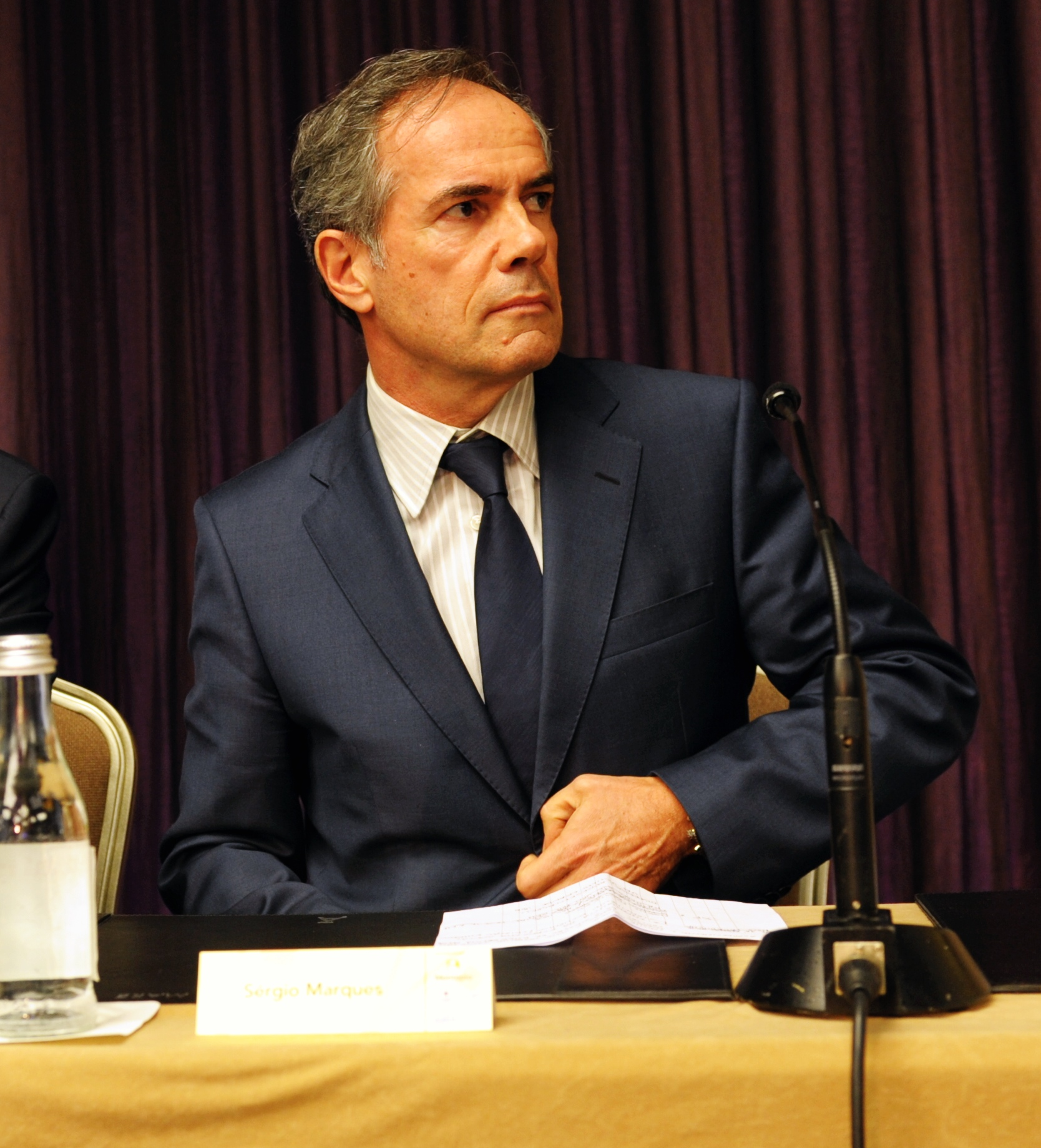
Sérgio Marques

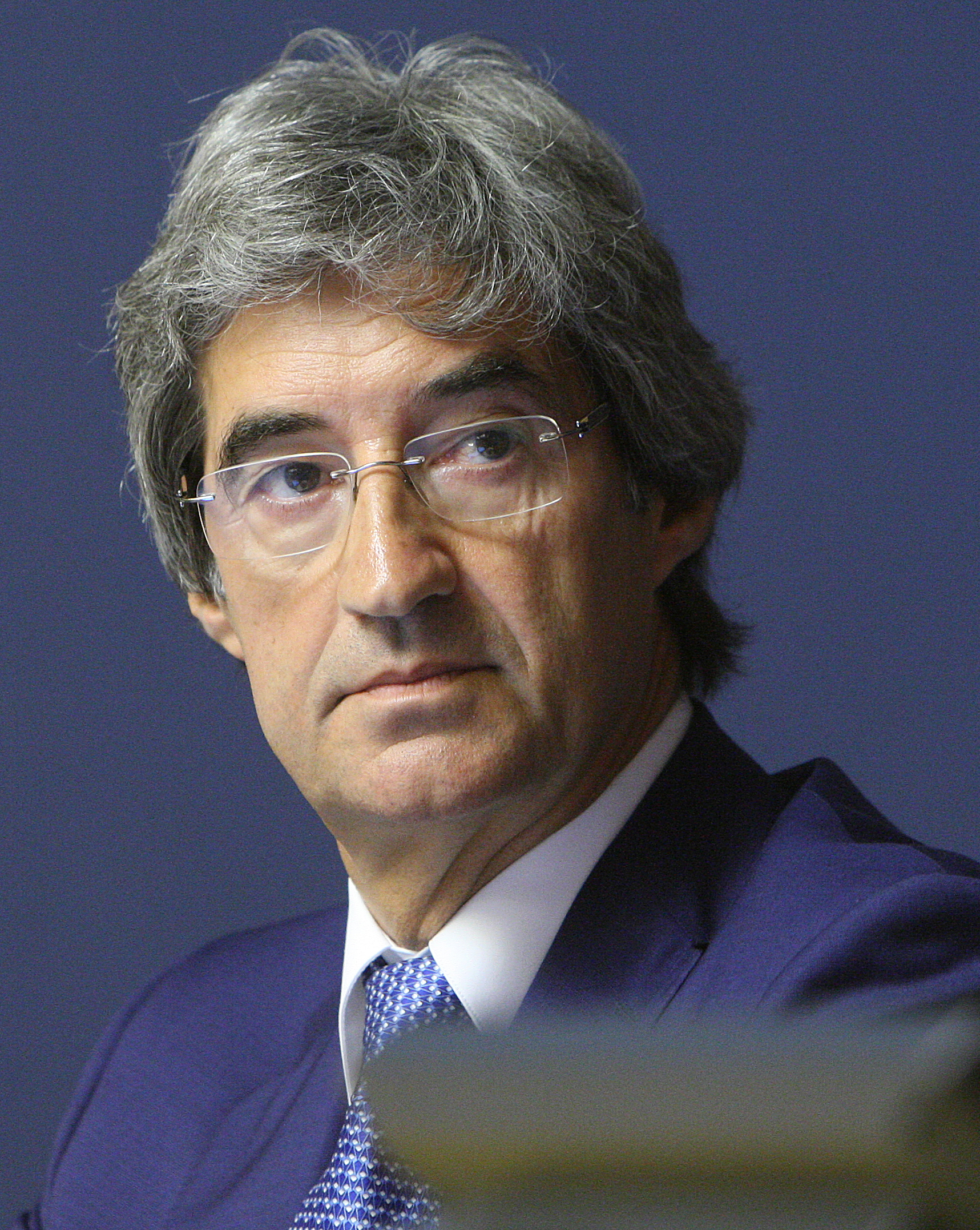
José Lino Tranquada Gomes

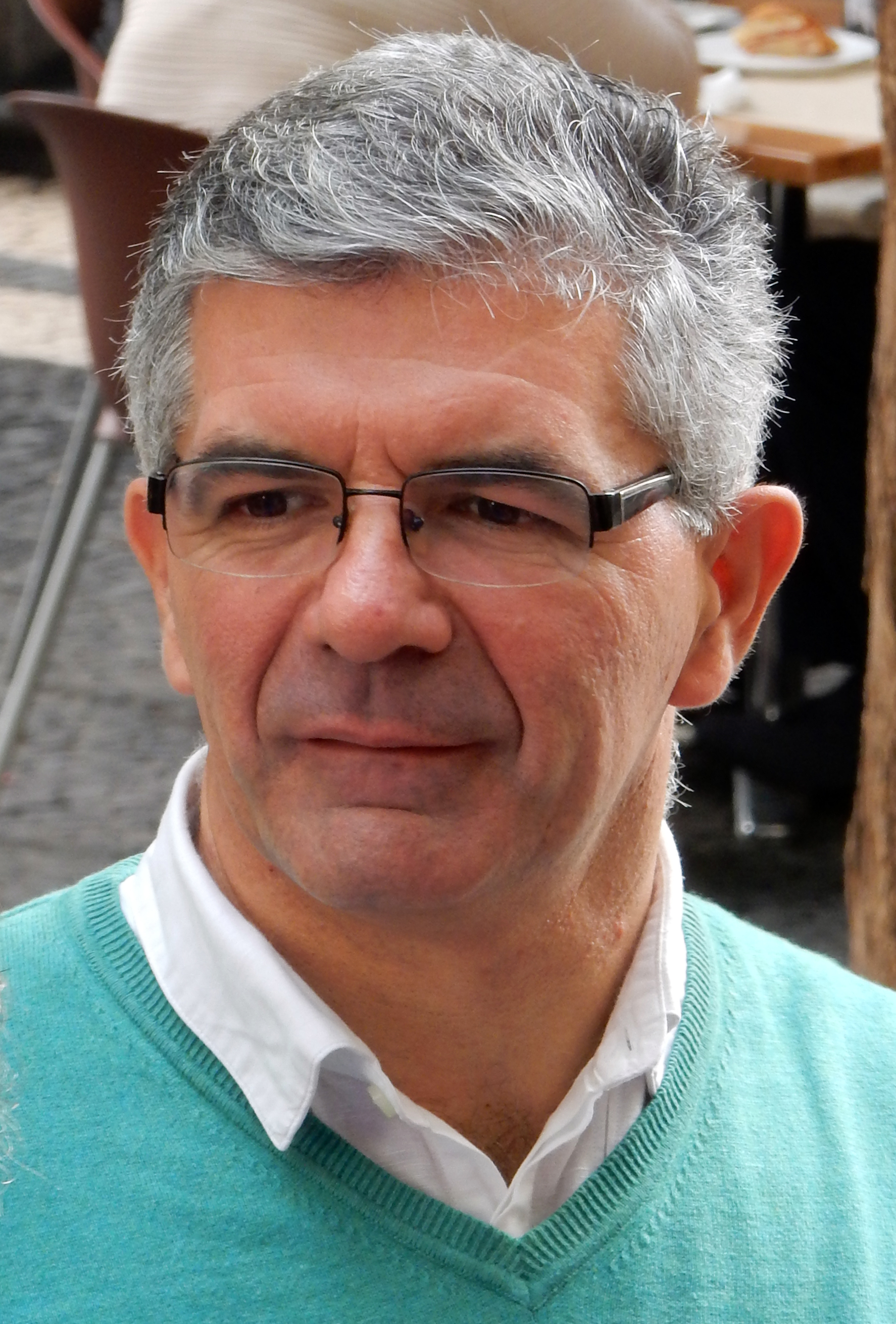
Edgar Silva

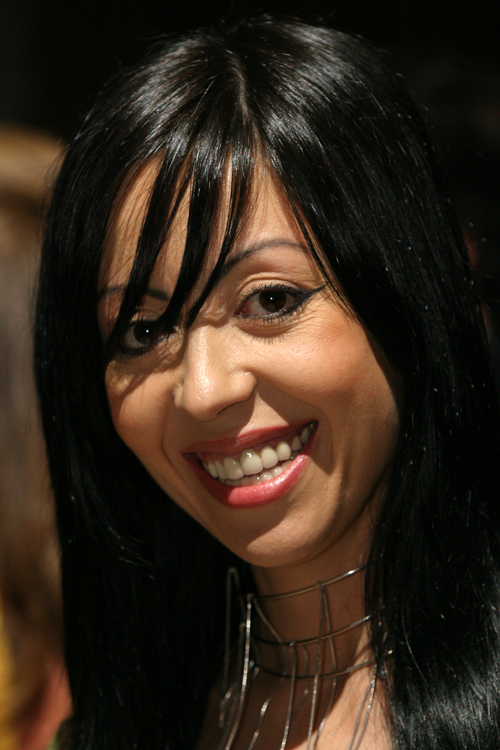
Fátima Lopes

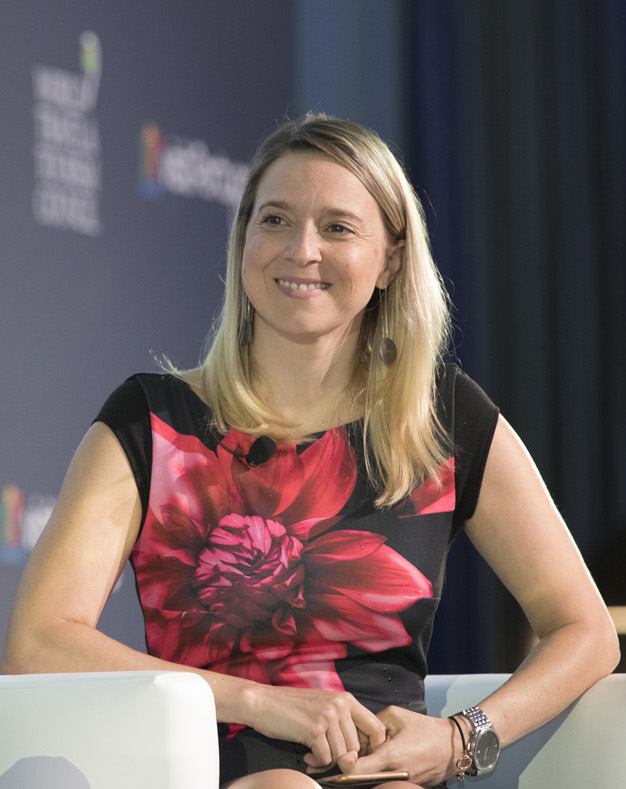
Cláudia Monteiro de Aguiar

- Francisco José Vieira Fernandes (* 1952), Ökonom und Schriftsteller
- Fernando Frutuoso de Melo (* 1955), EU-Beamter und Generaldirektor
- Sérgio Marques (* 1957), Politiker, 1999–2009 EU-Abgeordneter
- José Lino Tranquada Gomes (* 1958), Politiker und Jurist
- Paulo David (* 1959), Architekt
- Miguel Albuquerque (* 1961), Politiker, Rechtsanwalt und Schriftsteller, seit 2015 Präsident der Autonomen Region Madeira
- Edgar Silva (* 1962), katholischer Theologe und kommunistischer Politiker, Präsidentschaftskandidat 2016
- Fátima Lopes (* 1965), Modedesignerin
- Vítor Sá (* 1965), Rallyefahrer
- Paulo Cafôfo (* 1971), Lehrer, seit 2013 Bürgermeister von Funchal
- João Rodrigues (* 1971), olympischer Windsurf-Segler
- Marco Vasconcelos (* 1971), Badmintonspieler
- Ricardo Fernandes (* 1972), Badmintonspieler
- Paula Saldanha (* 1972), olympische Judoka, 1999 Vizeeuropameisterin
- Liliana Rodrigues de Góis (* 1973), Geisteswissenschaftlerin und sozialistische Politikerin, seit 2014 EU-Abgeordnete
- Duarte Nuno Pereira Gomes (* 1973), UEFA-Schiedsrichter
- Nuno Teixeira (* 1973), Jurist und konservativer Politiker
- Briguel, Nuno Miguel Pereira Sousa (* 1975), Fußballspieler
- Ronalda (* 1976), Popsängerin, Schwester von Cristiano Ronaldo
- Carina Freitas (* 1976), Sängerin und Kinderpsychiaterin
- Sara Aleixo (* 1978), Schauspielerin, Tänzerin und Model
- Pedro Macedo Camacho (* 1979), Komponist, insbesondere Musik für Computerspiele
- Carlos Nóbrega (* 1979), Musiker und Schauspieler
- Fernando Dinarte Santos Silva (* 1980), Fußballspieler
- Luís Miguel Olim Andrade (* 1981), Fußballspieler
- Cláudia Monteiro de Aguiar (* 1982), liberal-konservative Politikerin, seit 2014 EU-Abgeordnete
- Zé Vitor (* 1982), Fußballspieler
- Pedro Spínola (* 1983), Handballspieler
- Petra Camacho (* 1984), Schauspielerin und Sängerin
- Vânia Fernandes (* 1985), Sängerin
- Fábio Machado (* 1985), Musiker, klassischer Mandolineninterpret
- Cristiano Ronaldo (* 1985), Fußballspieler
- Ana Luisa Flôr Moura (* 1986), Badmintonspielerin
- Moisés Henriques (* 1987), australischer Cricket-Spieler
- Bernardo Sousa (* 1987), Rallyefahrer
- João Diogo Gomes Freitas (* 1988), Fußballspieler
- Marcos Freitas (* 1988), Tischtennisspieler, 2011 Europameister
- Pedro Alexandre Silveira Pita (* 1988), Fußballspieler
- Sara Cerdas (* 1989), PS-Politikerin, seit 2019 EU-Abgeordnete
- João Ferraz (* 1990), Handballspieler
- Rúben Ferreira (* 1990), Fußballspieler
- Laura Luís (* 1992), Fußballspielerin
- Jota (* 1993), Fußballspieler
- Fátima Pinto (* 1996), Fußball-Nationalspielerin
- Giullia Buscacio (* 1997), brasilianische Schauspielerin
- Nuno Pereira (* 2000), Mittelstreckenläufer
- Telma Encarnação (* 2001), Fußball-Nationalspielerin
- Luka Krivokapić (* 2002), serbischer Handballspieler

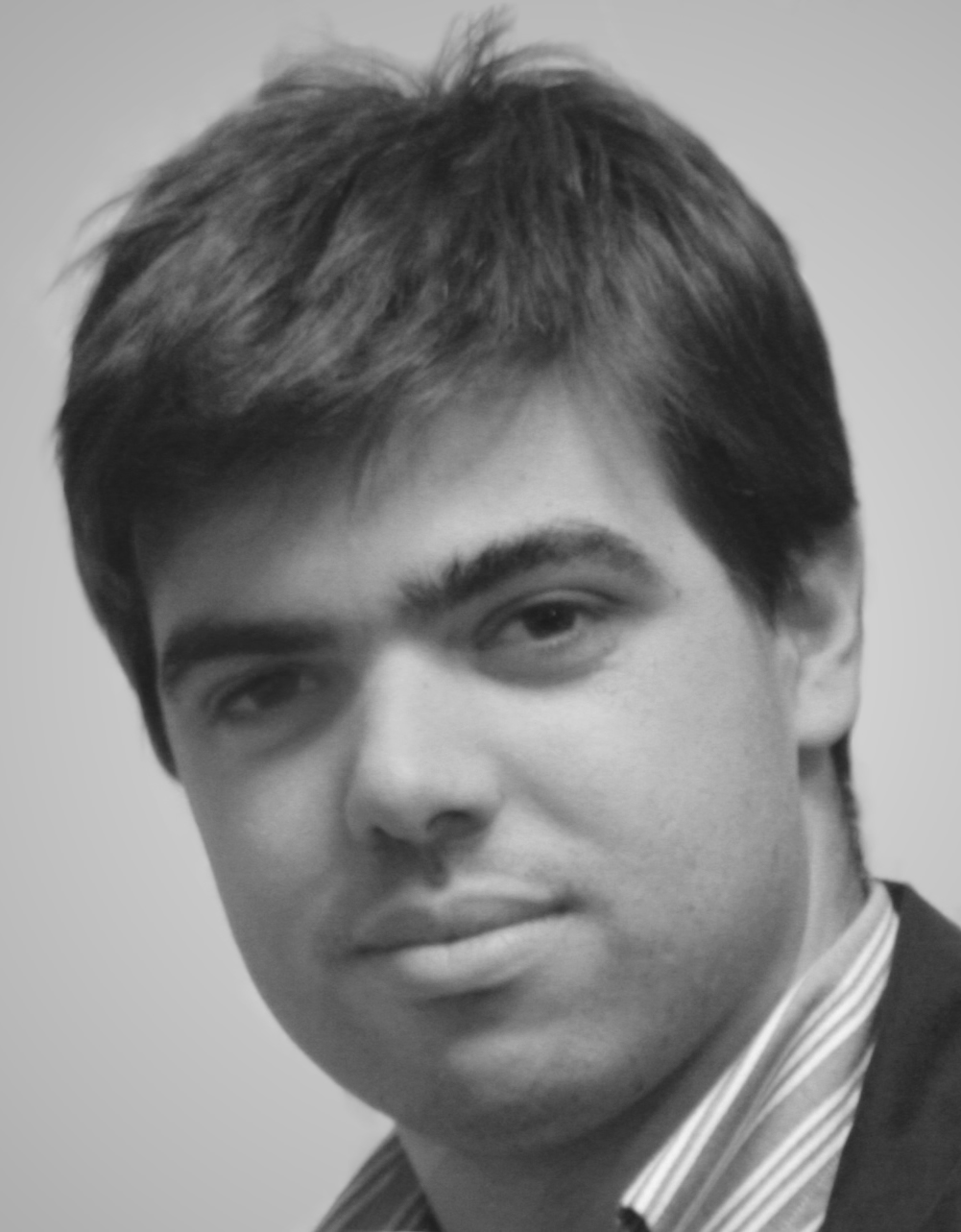
Pedro Camacho
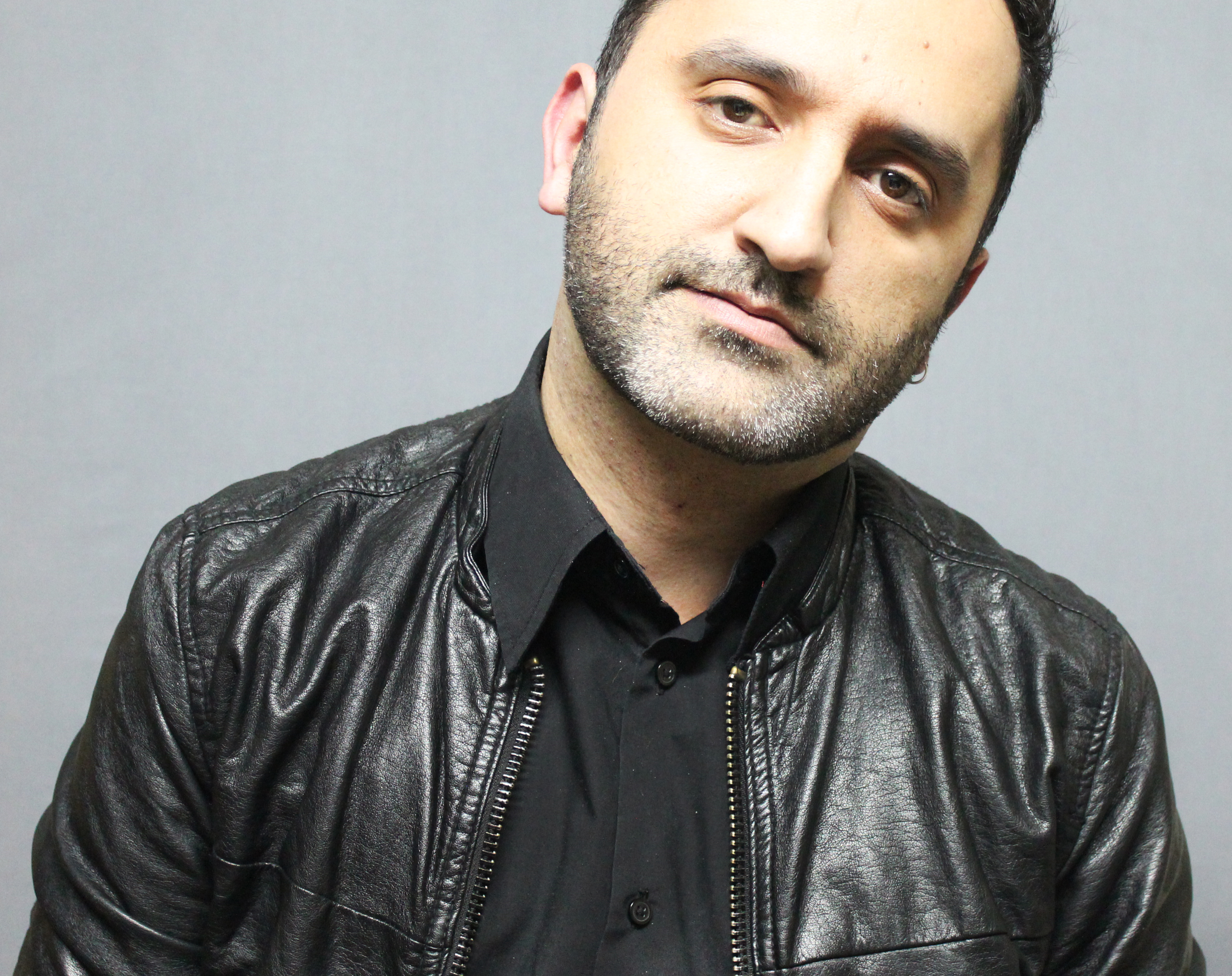
Carlos Nóbrega
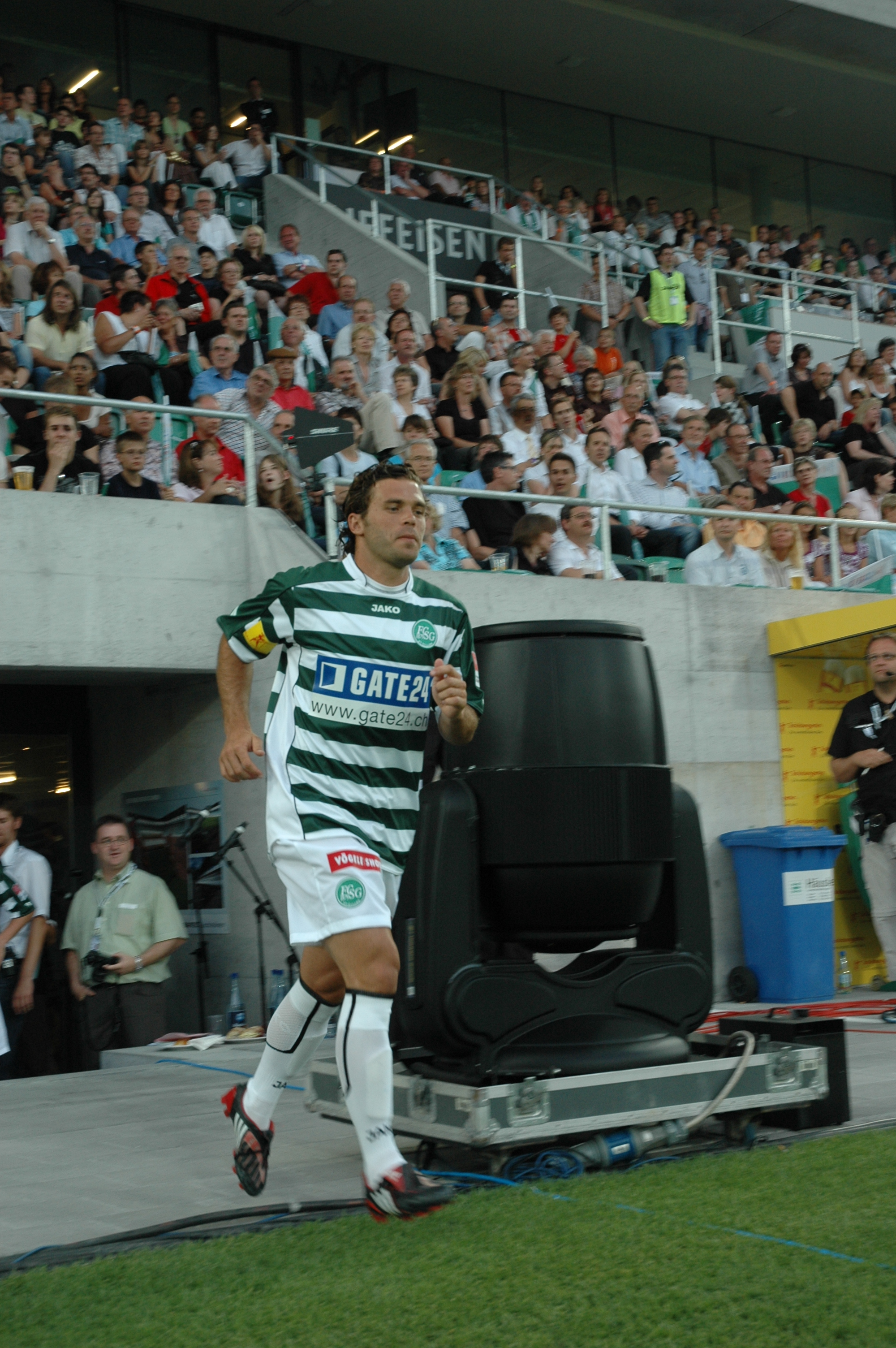
Zé Vitor
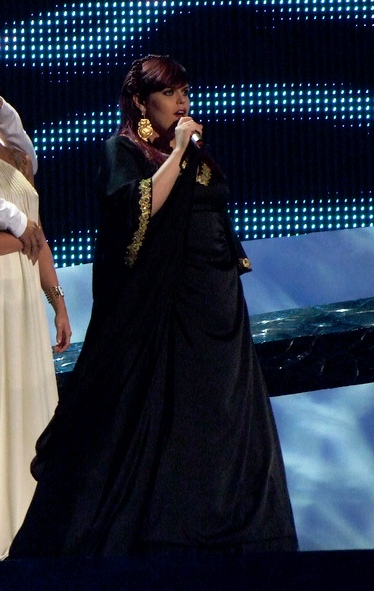
Vânia Fernandes beim Eurovision Song Contest 2008
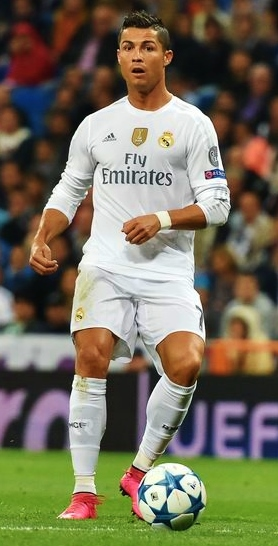
Cristiano Ronaldo im Trikot von Real Madrid (2015)
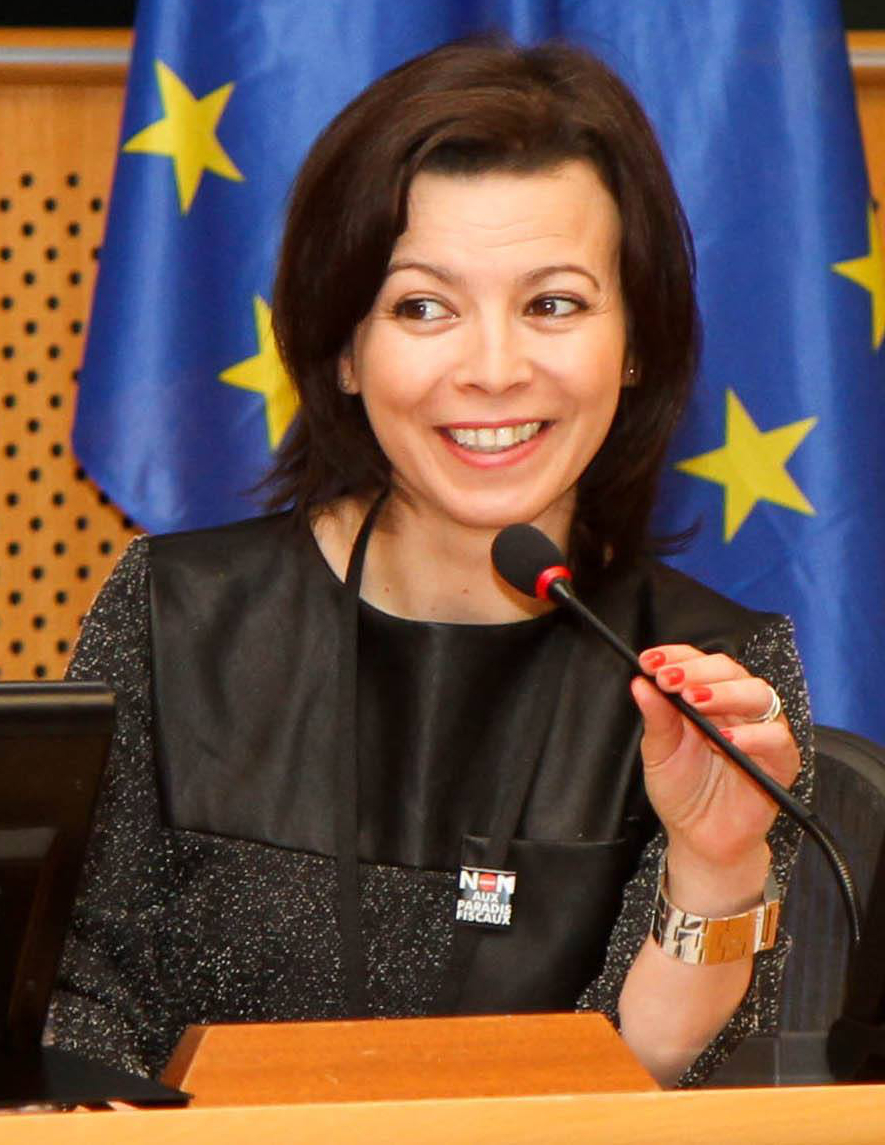
Liliana Rodrigues de Góis
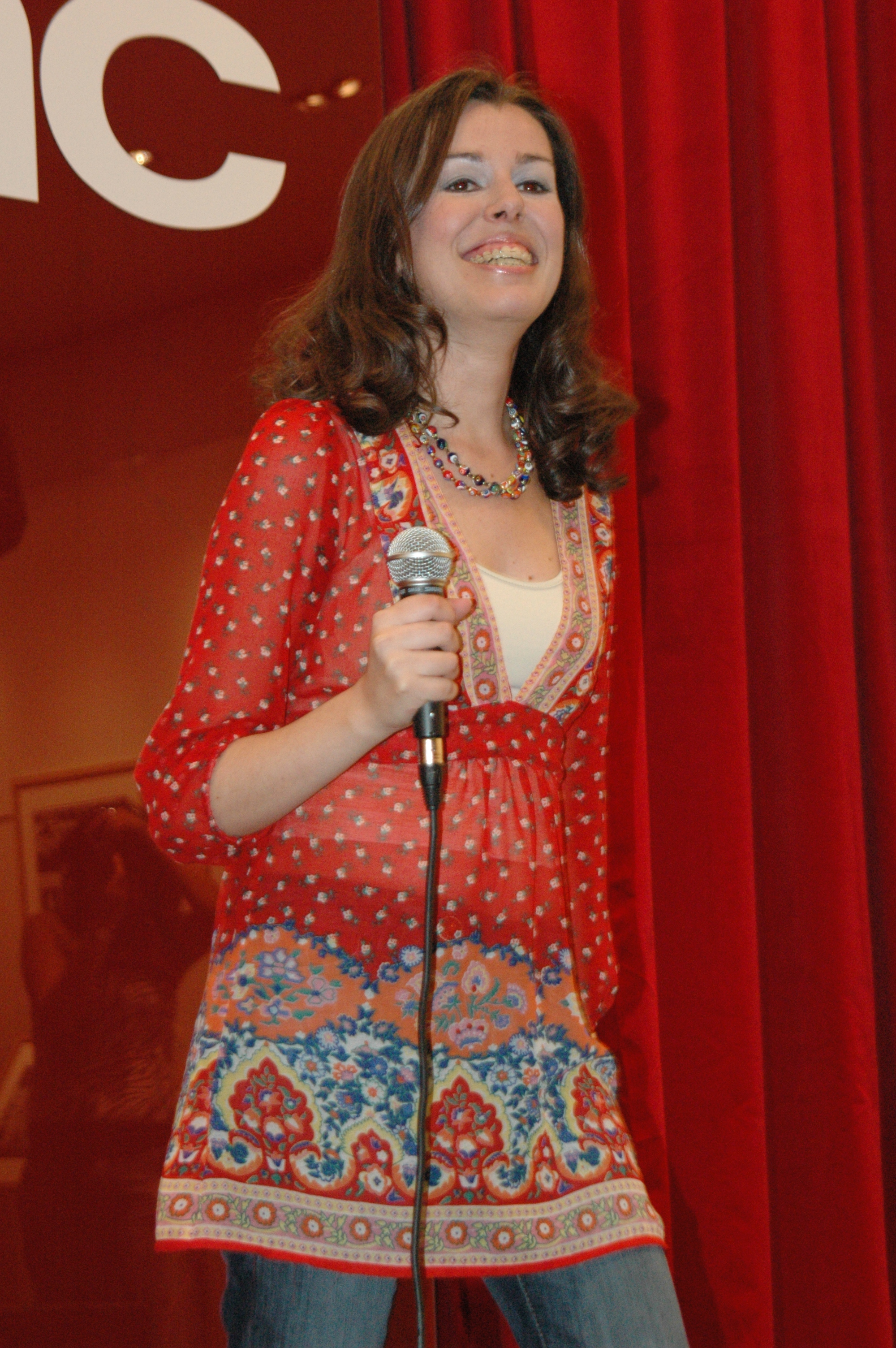
Carina Freitas
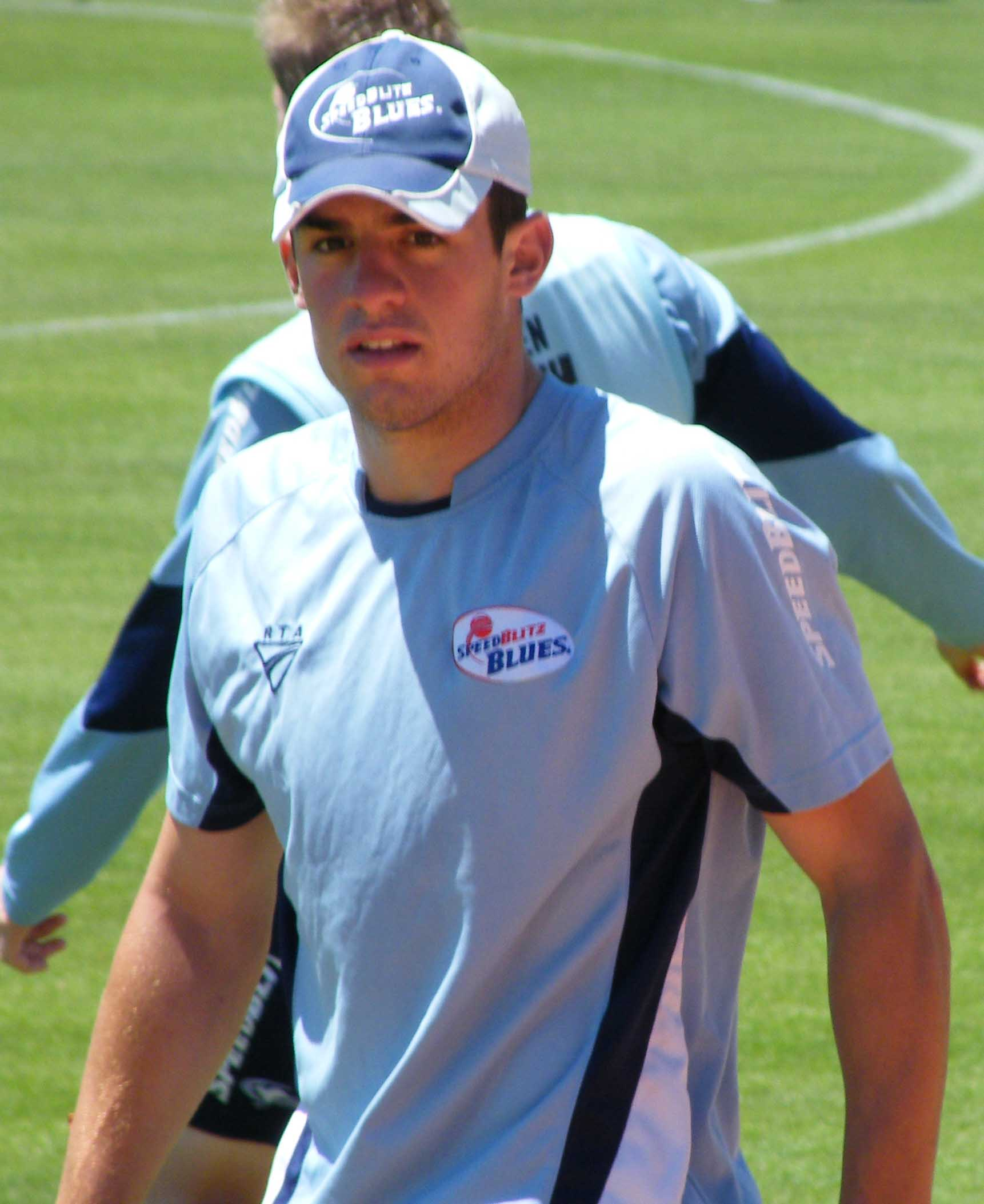
Moisés Henriques
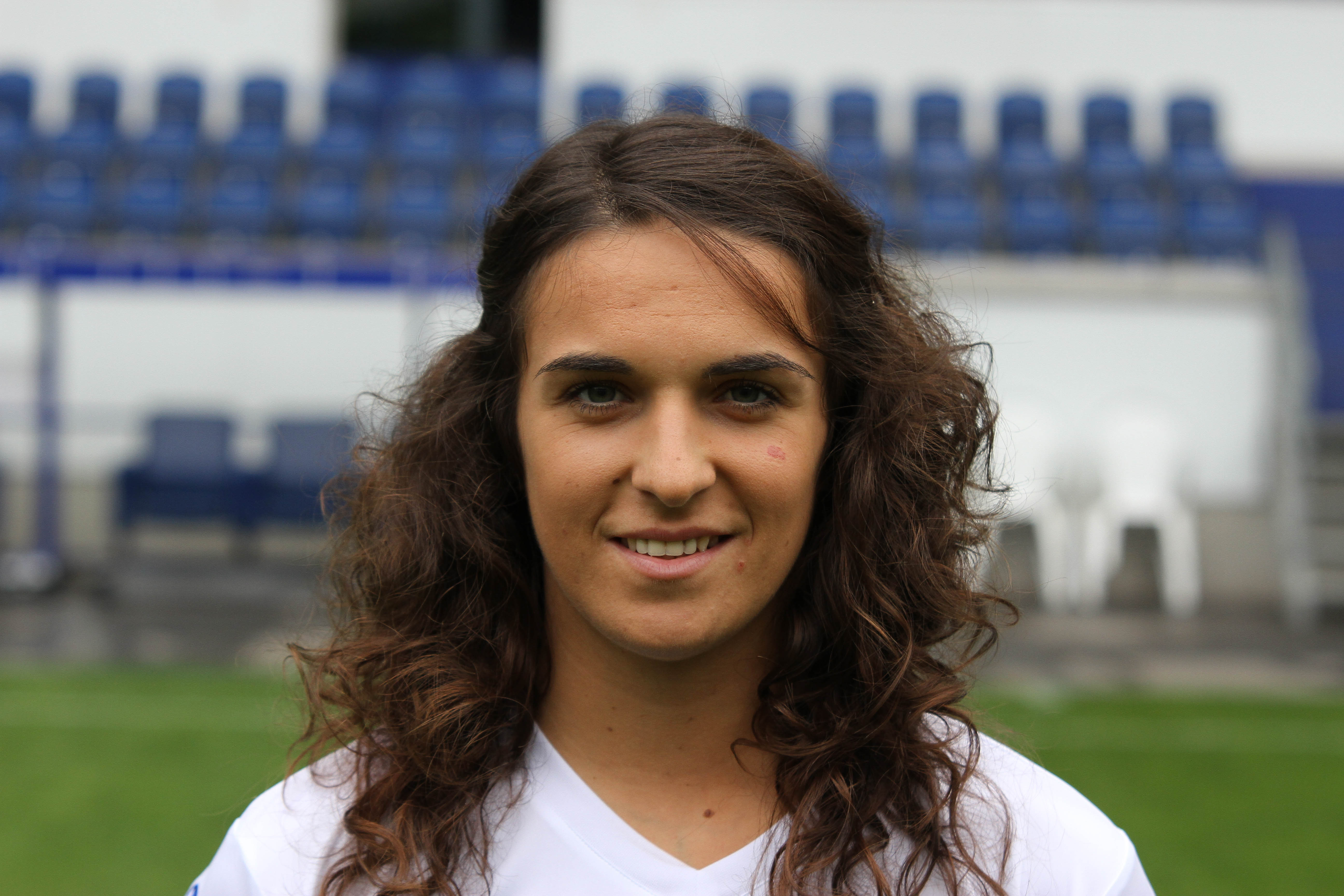
Laura Luís